# Радчук Микола Олександрович
Мико́ла Олекса́ндрович Радчу́к — старший лейтенант Збройних сил України, учасник російсько-української війни.
Командир взводу. Влітку 2014 року у боях під Степанівкою зазнав поранення.

## Нагороди
За особисту мужність і високий професіоналізм, виявлені у захисті державного суверенітету та територіальної цілісності України, вірність військовій присязі нагороджений орденом Богдана Хмельницького III ступеня (6.1.2016).